# Рамон Медина Бељо
Рамон Медина Бељо (29. април 1966) бивши је аргентински фудбалер.

## Каријера
Током каријере је играо за Расинг, Ривер Плејт, Јокохама маринос и многе друге клубове.

## Репрезентација
За репрезентацију Аргентине дебитовао је 1991. године. Наступао је на Светском првенству (1994) с аргентинском селекцијом. За тај тим је одиграо 17 утакмица и постигао 5 голова.

## Статистика
| Аргентина | Аргентина | Аргентина |
| Година    | Наступи   | Голови    |
| --------- | --------- | --------- |
| 1991.     | 4         | 0         |
| 1992.     | 2         | 1         |
| 1993.     | 8         | 4         |
| 1994.     | 3         | 0         |
| Укупно    | 17        | 5         |